# Berlin-Wilmersdorf
Wilmersdorf is een voormalige stad en wijk in het Berlijnse district Charlottenburg-Wilmersdorf (Duitsland). De historische kern Alt-Wilmersdorf bevindt zich aan de straat Wilhelmsaue. Tot de samenvoeging met het voormalige district Charlottenburg in 2001 was Wilmersdorf een zelfstandig district. Dit district omvatte de huidige wijken Halensee, Schmargendorf, Grunewald en Wilmersdorf.

## Ligging
Wilmersdorf ligt op de hoogvlakte van Teltow in het zuidwesten van het huidige Berlijn. Het grenst in het noorden aan Charlottenburg, in het westen aan Halensee en Schmargendorf, in het zuiden aan de bij Steglitz-Zehlendorf behorende wijk Steglitz en in het oosten aan de bij Tempelhof-Schöneberg behorende wijken Friedenau en Schöneberg.

## Geschiedenis

### Het begin van de nederzetting
Wilmersdorf werd waarschijnlijk na 1220 gesticht in het kader van de uitbreiding van de nog jonge Mark Brandenburg. Ascanische landgraven werden aangetrokken om het gebied te koloniseren. Het land is waarschijnlijk nooit bewoond geweest door de oorspronkelijke Slavische volkeren. In 1293 wordt Wilmerstorff voor de eerste maal in een oorkonde vermeld.
De kolonisten uit Zwaben, Thüringen, Vlaanderen en Westfalen leefden van landbouw, en van visvangst uit de Wilmersdorfer See.

### De rijke boeren van Wilmersdorf
Halverwege de 18e eeuw verwierven de eerste Berlijnse inwoners (die zelf in een snel groeiende stad woonden) land en boerderijen in Deutsch-Wilmersdorf, en richtten zomerverblijven in de Wilhelmsaue op. Projectontwikkelaars en de S-Bahn van Berlijn kochten halverwege de 19e eeuw boerderijen en grond op van vele boeren, die vanwege het vele geld dat dit opleverde de geschiedenis ingingen als Millionenbauern (miljoenenboeren).
Een van hen was Otto Schramm, die aan Wilmersdorfer See het beroemde Tanzpalast Schramm en Seebad Wilmersdorf oprichtte. Nadat de Wilmersdorfer See was gedempt, werden op deze plaats sportvelden aangelegd, die in de jaren twintig bij het Volkspark Wilmersdorf werden gevoegd.
Op de plaats van het voormalige Seebad Wilmersdorf werd tussen 1925 en 1928 naar ontwerpen van de architect Jürgen Bachmann het zogenaamde Schrammblock gebouwd. Dit wooncomplex met een van de eerste ondergrondse parkeergarages, terrassen op het binnenhof en voortuinen, vult het hele gebied tussen de straten Am Volkspark, Schrammstraße, Hildegardstraße en Livländische Straße.

Voormalige wapen van Wilmersdorf

### Historische kern: Wilhelmsaue
Een andere rijke voormalige boerenfamilie, de familie Blisse (naar wie de Blissestraße is vernoemd), stichtte in 1911 met meer dan 3 miljoen Mark een weeshuis in de Wilhelmsaue, genaamd Blissestift.
Eveneens in de Wilhelmsaue staat de Auenkirche uit de jaren 1895 tot 1897. Het gotische bakstenen gebouw met kleurrijk Christusmozaïek boven het ingangsportaal is ontworpen door Max Spitta en vervangt de oude dorpskerk uit 1772, die in 1766 verwoest werd bij een brand.

### Als wijk van Berlijn
Op 1 april 1907 scheidde Wilmersdorf zich onder de toenmalige naam Deutsch Wilmersdorf af van de Landkreis Teltow en vormde een eigen stadsdistrict. De eerste en enige burgemeester was Ernst Habermann (naar hem werd later de Habermannplatz genoemd).
Vanaf 1912 droeg de stad de naam Berlin-Wilmersdorf. Op 1 oktober 1920 werd Wilmersdorf door Groot-Berlijn geannexeerd. De stad had op dat moment 139.468 inwoners.

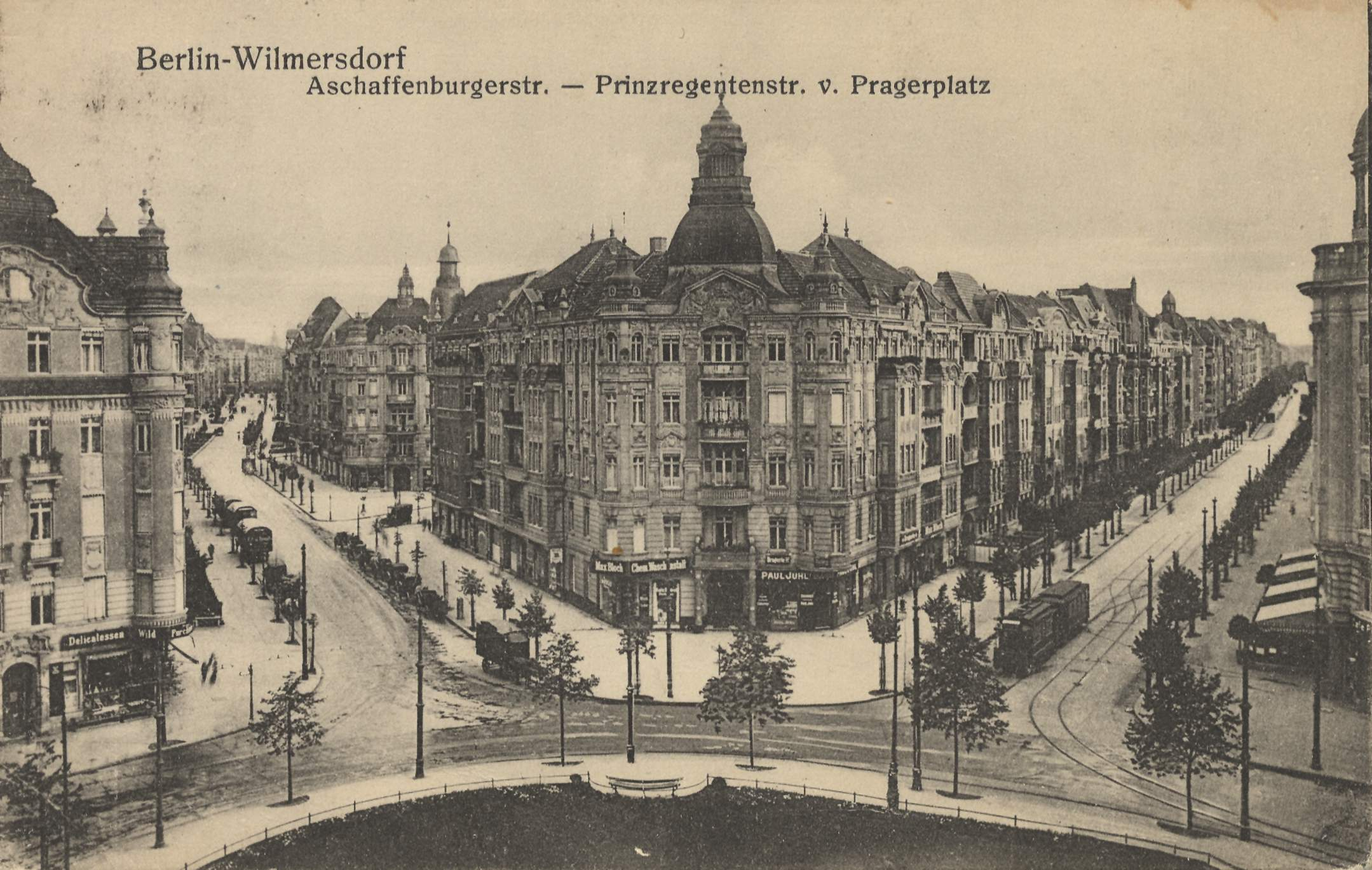
Berlijn-Wilmersdorf voor 1940, Aschaffenburgerstraße en Prinzregentenstraße gezien vanaf het Prager Platz

In het district Wilmersdorf woonden ten tijde van de Weimarrepubliek een groot aantal joden; in 1933 13,5% van de bevolking. Vele bekende joodse kunstenaars en schrijvers woonden in Wilmersdorf, onder anderen George Grosz, Egon Erwin Kisch, Heinrich Mann, Anna Seghers en Arnold Zweig. Aan de Koenigsallee bevindt zich een gedenksteen voor Walther Rathenau, die daar in 1922 door rechts-radicalen werd vermoord.
In 1929 werd in de Prinzregentenstraße een grote synagoge gebouwd, die plaats bood aan 2300 bezoekers. Het gebouw werd in de Kristallnacht van 9 op 10 november 1938 gedeeltelijk verwoest; de resten van het gebouw werden in 1958 verwijderd. Op de plaats van de synagoge staan nu woonhuizen. Een gedenkbord herinnert aan de Wilmersdorfer Synagoge.
Het district Wilmersdorf liet in 1991 bij Station Berlin-Grunewald een door Karol Broniatowski ontworpen monument plaatsen. Dit monument is opgericht ter herinnering aan de joden die vanaf 1941 met treinen gedeporteerd werden.

## Sport
In tegenstelling tot vele Berlijnse stadsdelen had Wilmersdorf geen vooraanstaande club voor de Tweede Wereldoorlog. Preußen Wilmersdorf, een voorloper van het huidige 1. FC Wilmersdorf speelde in de jaren zeventig en tachtig drie seizoenen in de derde klasse. 

## Verkeer

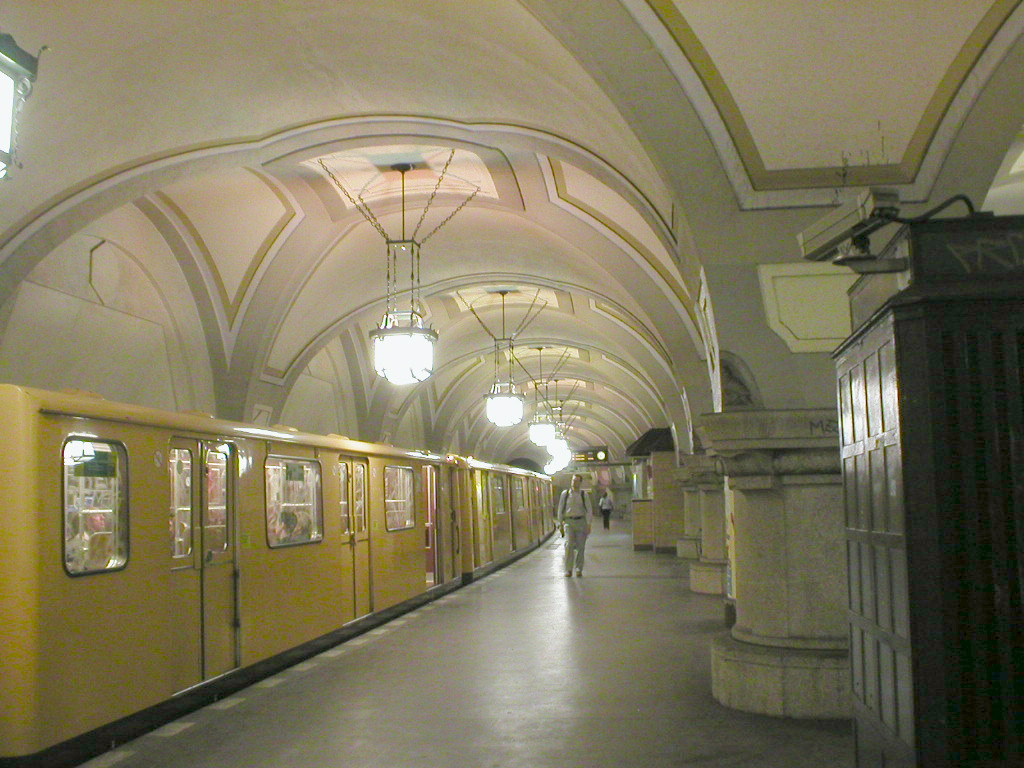
Metrostation Heidelberger Platz met kathedraal-achtige architectuur

### Openbaar vervoer
Wilmersdorf is te bereiken met de metro (lijnen U9, U3 en U7) en de S-Bahn (lijnen S41, S42 en S46).

### Autoverkeer
De meeste gebruikte autoverbinding door Wilmersdorf is een gedeelte van de Bundesautobahn 100. Tussen Wilmersdorf en Steglitz ligt de voormalige Bundesautobahn 104. Andere belangrijke verkeersaders zijn:
- de Bundesallee,
- de Hohenzollerndamm,
- de Südwestkorso,
- het westelijke deel van de Kurfürstendamm en
- de Mecklenburgische Straße.

## Partnersteden

### In Duitsland
- Landkreis Rheingau-Taunus sinds 20 juni 1991[3]
- Landkreis Forchheim sinds 23 augustus 1991[3]
- Landkreis Kulmbach sinds 23 augustus 1991[3]
- Minden (Westfalen) sinds 5 januari 1968[3]

### Wereldwijd
- Apeldoorn (Nederland) sinds 5 januari 1968[3]
- Gagny, Frankrijk, sinds 1992[3]
- Gladsaxe, Denemarken, sinds 5 januari 1968[3]
- Karmiël, Israël, sinds 16 januari 1985[3]
- Kiev-Petsjersk, Oekraïne, sinds 21 februari 1991[3]
- Międzyrzec Podlaski, Polen, sinds 11 juni 1993[3]
- Split, Kroatië, sinds 5 mei 1970[3]
- Sutton, Verenigd Koninkrijk, sinds 18 april 1968[3]

## Geboren

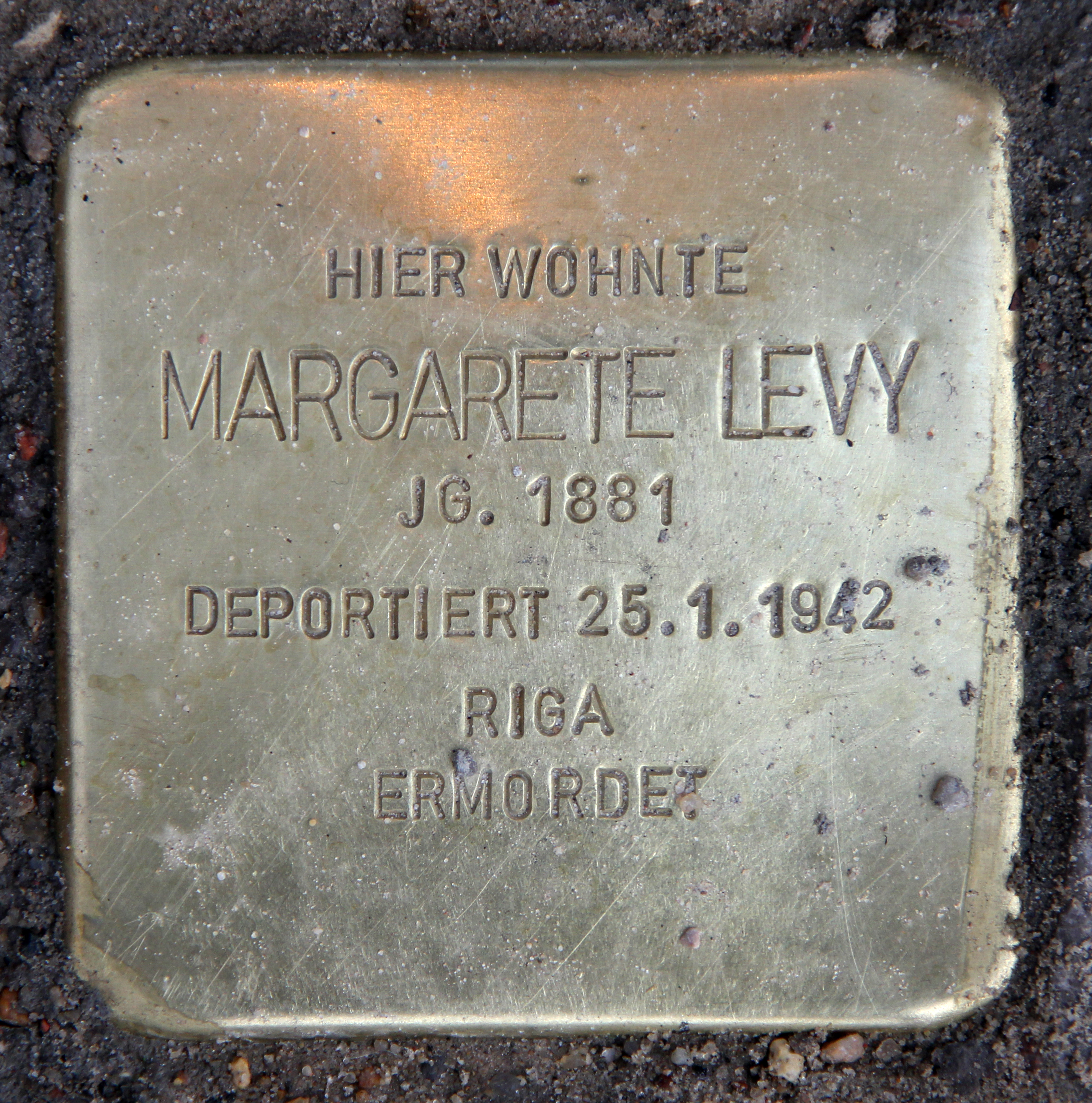
Stolperstein voor Margarete Levy

- Gertrud Januszewski (1911-2001), Duits-Nederlands tekenaar, knipkunstenaar en beeldhouwer
- Heinz Berggruen (1914-2007), kunstverzamelaar en -handelaar, galerist, journalist en mecenas
- Joachim Peiper (1915-1976), Standartenführer van de Waffen-SS

## Afbeeldingen

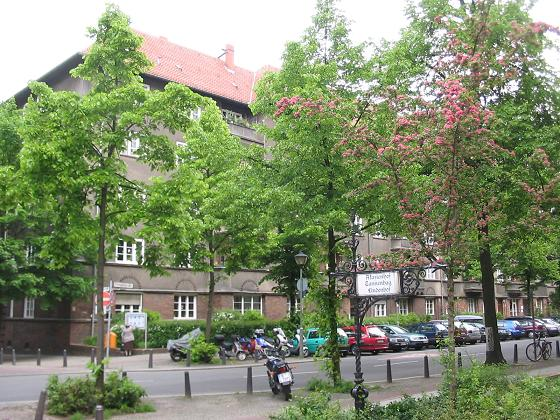
Schrammblock op de hoek van de Hildegard- en Schrammstraße
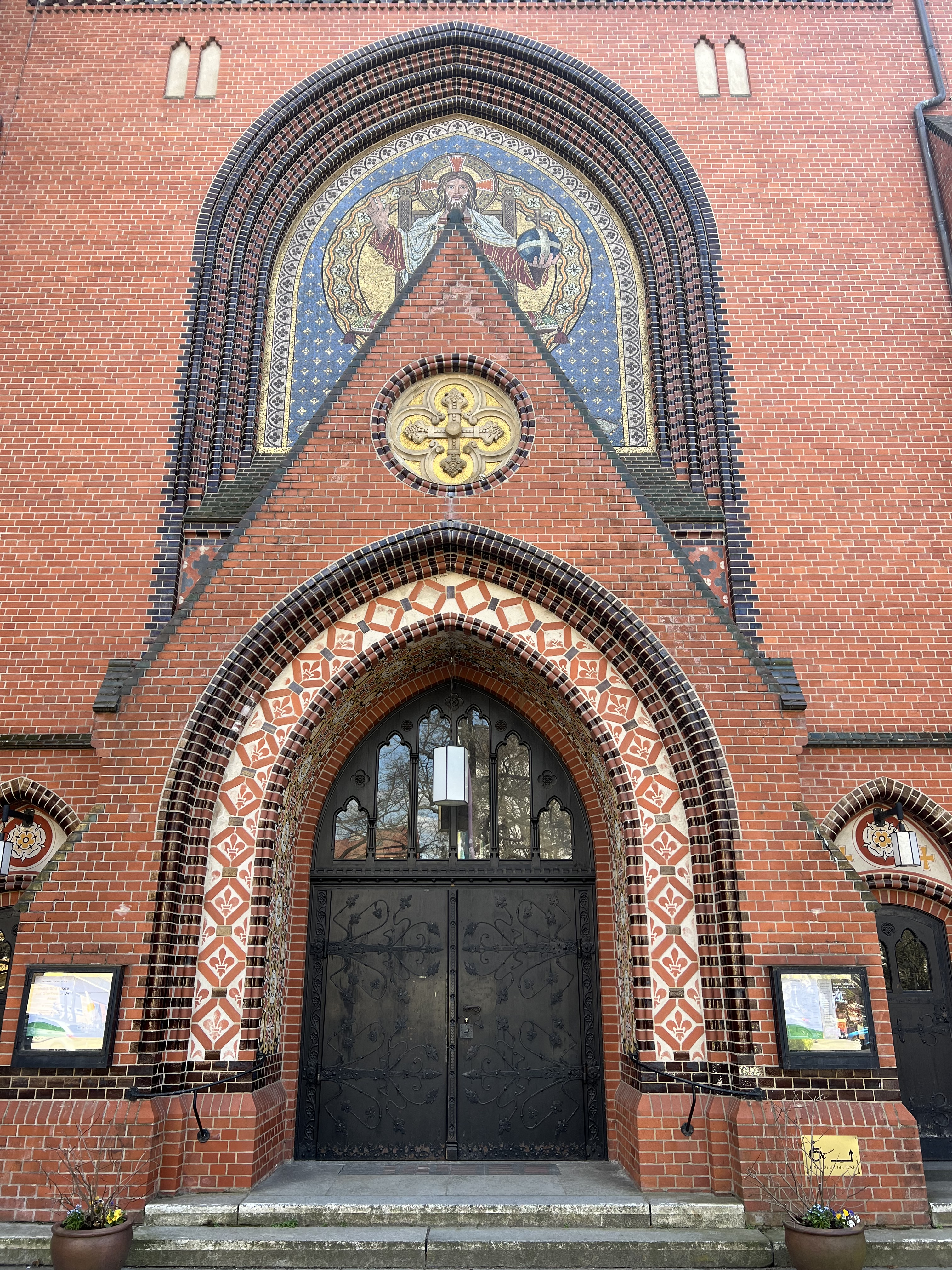
De Auenkirche aan de Wilhelmsaue
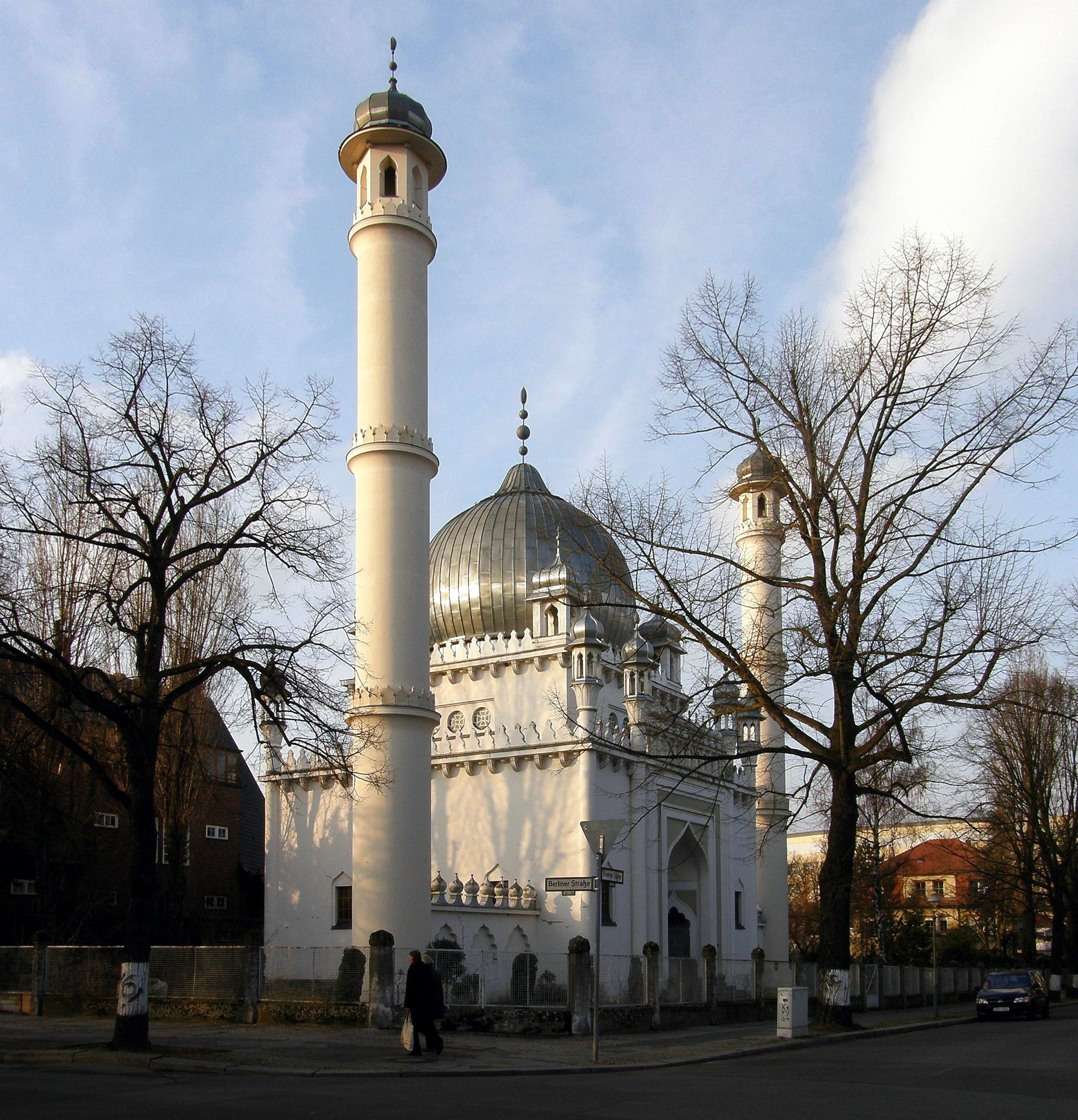
Moskee in Wilmersdorf
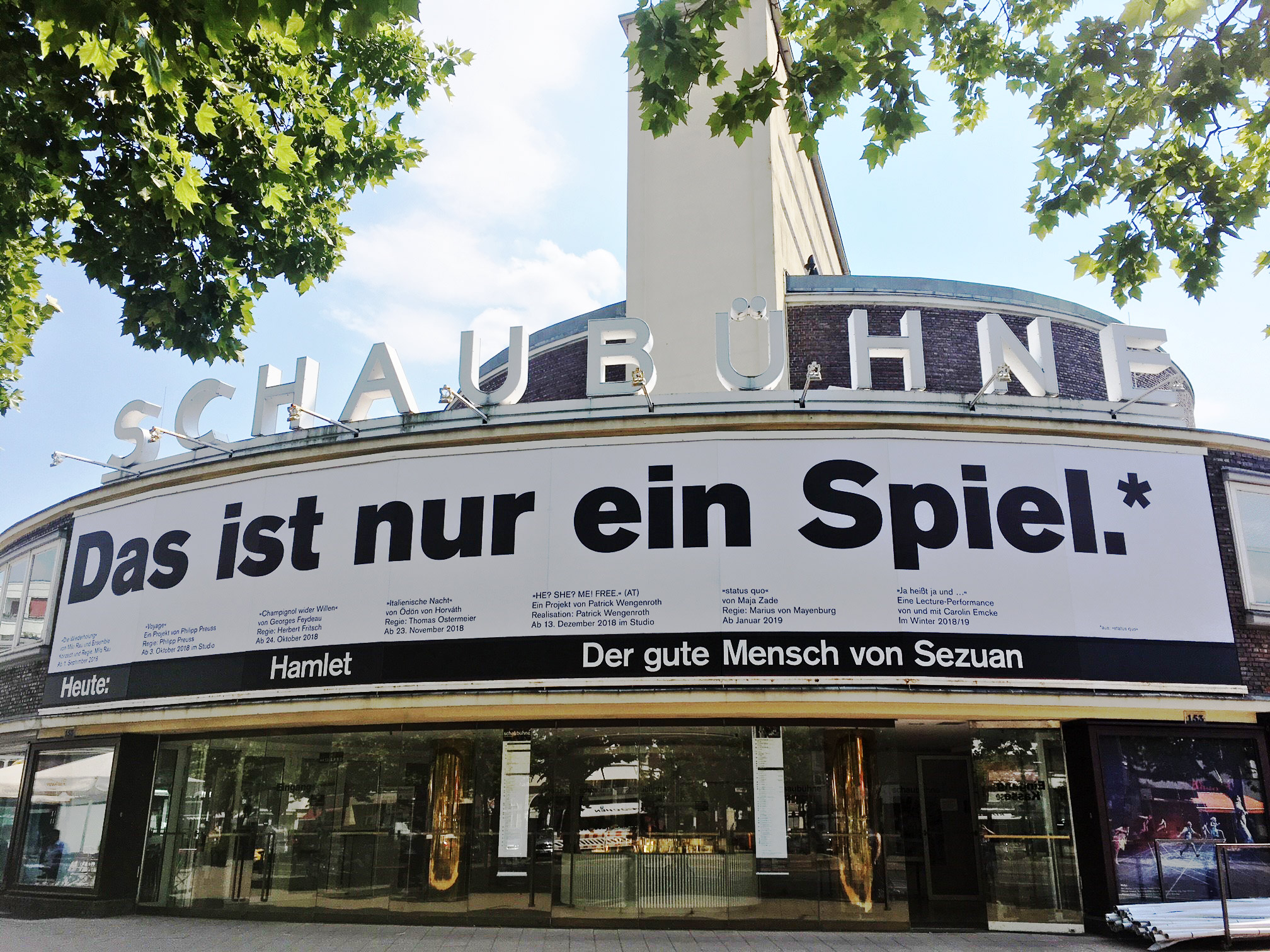
Schaubühne am Lehniner Platz
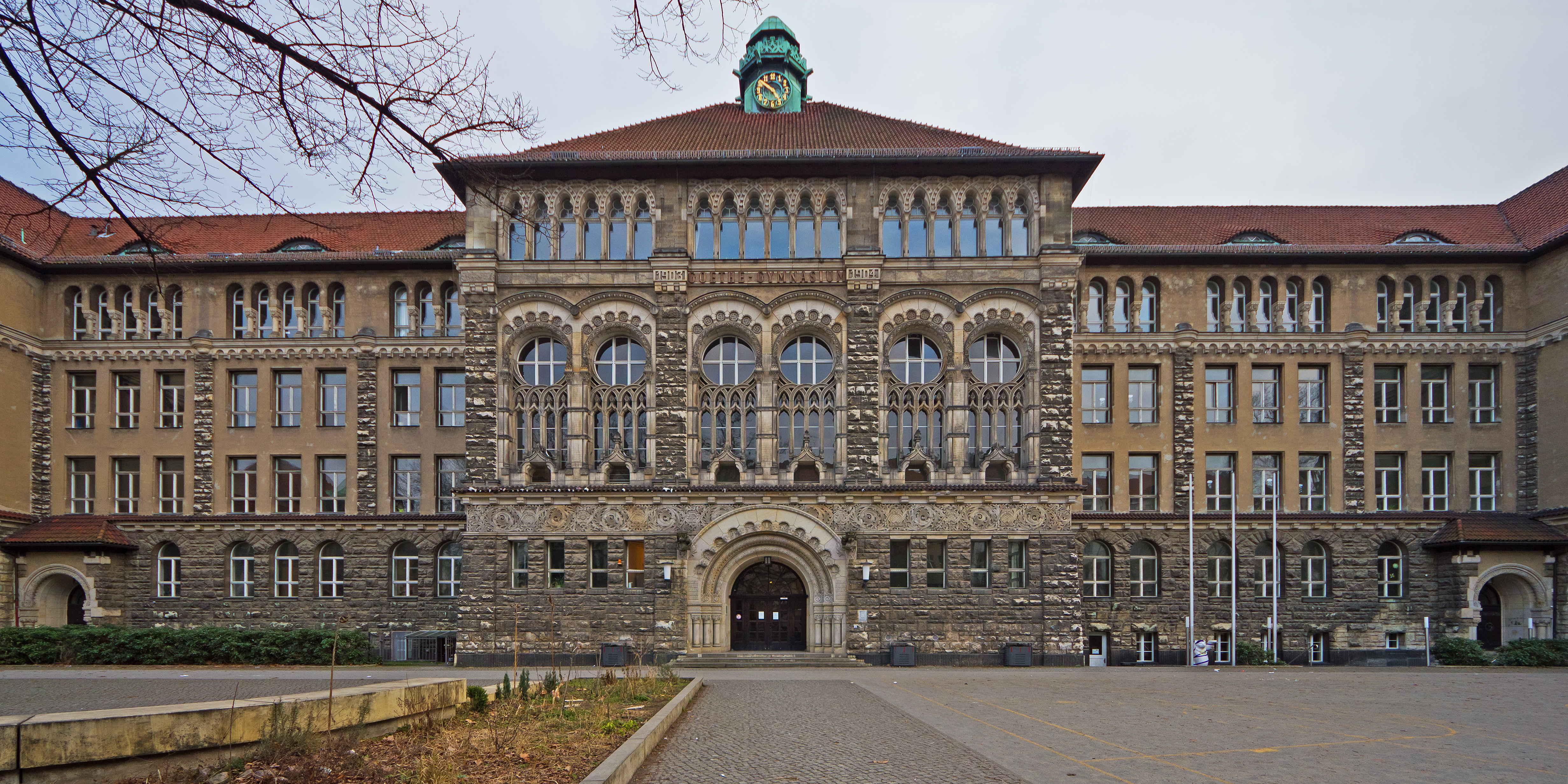
Goethe-Gymnasium